# عبد الكريم السلطان
عبد الكريم سعود سلطان السليمان لاعب كرة قدم سعودي يلعب في نادي الطائي كلاعب مدافع.

## روابط خارجية
عبد الكريم السليمان على موقع Soccerway.com (الإنجليزية)